# Praise the Lord (Da Shine)
Praise the Lord (Da Shine)  è un singolo del rapper statunitense ASAP Rocky, pubblicato il 26 giugno 2018 come secondo estratto dal terzo album in studio Testing.
Il brano vede la partecipazione del rapper britannico Skepta.

## Video musicale
Il video musicale, diretto da Dexter Navy, è stato reso disponibile il 5 giugno 2018.

## Tracce
Testi e musiche di Rakim Mayers, Joseph Adenuga e Hector Delgado.
1. Praise the Lord (Da Shine) (feat. Skepta) – 3:26

## Classifiche

### Classifiche settimanali
| Classifica (2018) | Posizione massima |
| ----------------- | ----------------- |
| Australia         | 33                |
| Austria           | 38                |
| Belgio (Fiandre)  | 25                |
| Belgio (Vallonia) | 75                |
| Canada            | 22                |
| Danimarca         | 26                |
| Estonia           | 6                 |
| Francia           | 41                |
| Germania          | 59                |
| Grecia            | 23                |
| Irlanda           | 30                |
| Lettonia          | 5                 |
| Lituania          | 40                |
| Norvegia          | 31                |
| Nuova Zelanda     | 11                |
| Paesi Bassi       | 65                |
| Portogallo        | 43                |
| Regno Unito       | 18                |
| Repubblica Ceca   | 26                |
| Slovacchia        | 10                |
| Stati Uniti       | 45                |
| Svezia            | 48                |
| Svizzera          | 14                |
| Ungheria          | 25                |

### Classifiche di fine anno
| Classifica (2018) | Posizione |
| ----------------- | --------- |
| Australia         | 97        |
| Belgio (Fiandre)  | 81        |
| Canada            | 100       |
| Danimarca         | 85        |
| Estonia           | 68        |
| Francia           | 153       |
| Regno Unito       | 84        |
| Svizzera          | 93        |
| Classifica (2019) | Posizione |
| Lettonia          | 28        |